# Craterocephalus fluviatilis
Craterocephalus fluviatilis é uma espécie de peixe da família Atherinidae.
É endémica da Austrália.